# Everly (groupe)
Pour les articles homonymes, voir Everly (homonymie).
Everly est un duo américain, originaire de Battle Ground dans l'État de Washington.

## Formation
Le duo s'est formée en 2008, de l'amitié entre les deux chanteuses Bethany Joy Lenz et Amber Sweeney. Elles sortent rapidement leur premier album, Mission Bell, en novembre 2008. En Septembre 2009, elles sortent leur single Quicksand, puis en Novembre Maybe, en Décembre un album de Noël intitulé Fireside, enfin en Janvier 2010 Flying Machine. La série Frères Scott promeut leur duo en se dotant de plusieurs de leurs titres durant les sixième, septième, huitième et neuvième saisons.
Les filles se produisent également dans de nombreux concerts : le concert USO en septembre 2008, le festival Tin Pan South en avril 2009, l'ouverture du Galeotti's Restaurant en juillet 2009, le Corn Palace en aout 2010, l'événement Team true beauty en janvier 2012, et la soirée en l'honneur de Nicholas Sparks[Lequel ?] en avril 2012. Malheureusement,[pourquoi ?] après quatre ans d'existence, le groupe se sépare pour cause de divergences d'opinions et Amber et Bethany reprennent chacune leur carrière solo.

## Membres
- Bethany Joy Lenz (chant, guitare, piano)
- Amber Sweeney (chant, guitare, piano)

## Discographie

### Albums
- Mission Bell (2008)
- B Tracks, Vol. 1 (2009)
- B Tracks, Vol. 2 (2009)
- Fireside (2009)
- B Tracks, Vol. 3 (2010)

### Singles
- Home Is Me- You Are Mine (2008)
- Quicksand (2009) (Entendue dans Les Frères Scott)
- Maybe (2009) (Entendue dans Les Frères Scott)
- Flying Machine (2010) (Entendue dans Les Frères Scott)
- The Girl In the Moon (2010) (Entendue dans Les Frères Scott)
- We Belong (2010) (Entendue dans Les Frères Scott et reprise de Pat Benatar)

### Autres chansons
- The Sweetest Thing
- The Right Time
- The Girl In the Moon
- Billie Jean de Michael Jackson
- Hold On de Wilson Phillips
- I Won't Back Down de Tom Petty
- O Holy Night
- Batman\Rescue Me
- Crave
- Fernando de Abba
- The Wreck
- They All Lie
- Mirror
- I Try de Macy Gray
- Wonderland
- Fisherman's wife
- Let love
- No made of stone
- Pray
- Can't Kick The Habit des Spin Doctors
- Crazy Girls
- Songs in My Pockets
- Leap